# 寺田緑郎
寺田 緑郎（てらだ ろくろう、1963年5月6日 - 2016年3月2日）は、日本の撮影監督。日本映画撮影監督協会（J.S.C.）所属。

## 経歴
千葉県出身。1990年、日本映画学校卒業。2012年『終の信託』で第56回三浦賞（新人賞）を受賞。

## 主な撮影作品

### 映画

#### 撮影助手
- 無能の人 （1991年）
- 修羅の伝説（1992年）
- 喜多郎の十五少女漂流記 （1992年）[5]
- RAMPO（奥山バージョン） （1994年）[5]
- 119 （1994年）
- ゲレンデがとけるほど恋したい。 （1994年）
- 東京日和 （1997年）
- 復讐 THE REVENGE 運命の訪問者 （1997年／黒沢清監督）[5]
- 復讐 THE REVENGE 消えない傷痕 （1997年／黒沢清監督）[5]
- アナザヘヴン （2000年）[5]
- 連弾 （2001年）[5]
- 解夏 （2004年）
- スウィングガールズ （2004年）
- サヨナラCOLOR （2005年）

#### 撮影
- 真夜中の少女たち （2006年／堀江慶・佐伯竜一監督） - オムニバス
- 人が人を愛することのどうしようもなさ （2007年／石井隆監督）
- ヌードの夜/愛は惜しみなく奪う （2010年／石井隆監督）
- ダンシング・チャップリン （2011年／周防正行監督） - ドキュメンタリー
- 終の信託 （2012年／周防正行監督）
- R-18文学賞 vol.1 自縄自縛の私 （2013年／竹中直人監督）
- 舞妓はレディ （2014年／周防正行監督）
- ドラムマンz バチがもたらす予期せぬ出来事 （2015年／田中要次監督） - オムニバス「Filmusic in 中川運河・夏」
- はなちゃんのみそ汁 （2016年／阿久根知昭監督）

### テレビドラマ
- 愛しの刑事（1992年、テレビ朝日） - 撮影助手
- 黄昏流星群『星のレストラン』 （2002年、BS-i） - 撮影助手[6]
- 冬の運動会 （2005年、日本テレビ） - 撮影応援

### ミュージックビデオ
- 斉藤和義 「ハミングバード」 （2012年、竹中直人監督）

## 受賞歴
- 2012年 第56回三浦賞（新人賞）：寺田緑郎『終の信託』[4]